# گربه چشم‌یشمی
گربهٔ چشم‌یشمی (ایتالیایی: Il gatto dagli occhi di giada) یک فیلم جالو به کارگردانی آنتونیو بیدو است که در سال ۱۹۷۷ منتشر شد.

## بازیگران
- کورادو پانی
- پائولا تدسکو
- فرانکو چیتی
- جوزپه آدوباتی
- پائولو مالکو
- بیانکا توکافوندی